# Metlín
Metlín (německy Modling) je zaniklá osada v obvodu města Větřní v okrese Český Krumlov.

## Historie
První písemná zmínka o Metlínu pochází z roku 1361, kdy byl ve vlastnictví Vyšebrodského kláštera. V letech 1360 až 1377 byl uváděn zeman Markvart z Metlína a v roce 1380 zeman Nedomír z Metlína. Později Metlín patřll pánům z Větřní, kteří vlastnili také Pasovary a kteří Metlín v roce 1603 prodali městu Český Krumlov. Za první československé republiky byl Metlín součástí Větřní. V roce 1930 zde stálo 5 domů a žilo 41 obyvatel.